# Jardin Atlantique
Le jardin Atlantique est un jardin parisien du quartier Necker du 15e arrondissement.

## Situation et accès
Le site est accessible par le 1, place des Cinq-Martyrs-du-Lycée-Buffon ou directement par des escaliers depuis l'intérieur de la gare Montparnasse.
Il est desservi par la station Montparnasse - Bienvenüe des lignes 4, 6, 12 et 13.

## Description
Une grande pelouse carrée libre d'accès constitue le centre du parc. Elle est traversée en son centre par une allée qui mène à la fontaine de L'Île des Hespérides où l'on trouve un portique dont chaque pied héberge un équipement météorologique et qui supporte un grand miroir orientable. La végétation persistante ornant le parc est empruntée à la nature des façades atlantiques des deux continents et offre outre le vert, du mauve, du blanc et du bleu. Le jardin propose une aire de jeux pour les enfants, dont la configuration faite de petites places et de chemins encaissés, tranche radicalement avec le reste du parc. Cette zone est survolée par une longue passerelle piétonne courbe. Le parc propose également une aire de musculation, des courts de tennis, des tables de ping-pong et des visites guidées.
Les 130 trémies réparties dans le jardin permettent de ventiler la gare et le parc de stationnement souterrain construit en dessous, dans un environnement végétal.
Certaines installations ont souffert avec le temps ; l'observatoire météorologique et la fontaine sont hors service et cernés par des barrières.
Le thème de l'océan est suggéré par la végétation, par les formes de vagues omniprésentes et le mobilier qui rappelle la construction navale.
L'ouvrage qui porte le jardin et le parc de stationnement a été construit par l'architecte Jean-Marie Duthilleul.
Les sculptures posées sur les mâts le long de l'immeuble de logement sont l’œuvre du sculpteur plasticien Bernard Vié,.

## Historique
Ce jardin suspendu a été construit en 1994 sur une dalle qui couvre les quais de la gare qui étaient auparavant à l'air libre. Dès les années 1960, le projet d'une dalle couvrant la gare et agrémentée d'un espace vert avait été envisagé, il aura donc fallu trente ans et l'opportunité de la construction de la gare du TGV Atlantique pour que ce projet aboutisse.
Conçu par les paysagistes François Brun et Michel Péna, il a été construit au-dessus des voies de la gare de Paris-Montparnasse, sur une surface de 3,5 hectares, et entouré par des barres d'immeubles de l’ensemble Maine-Montparnasse.

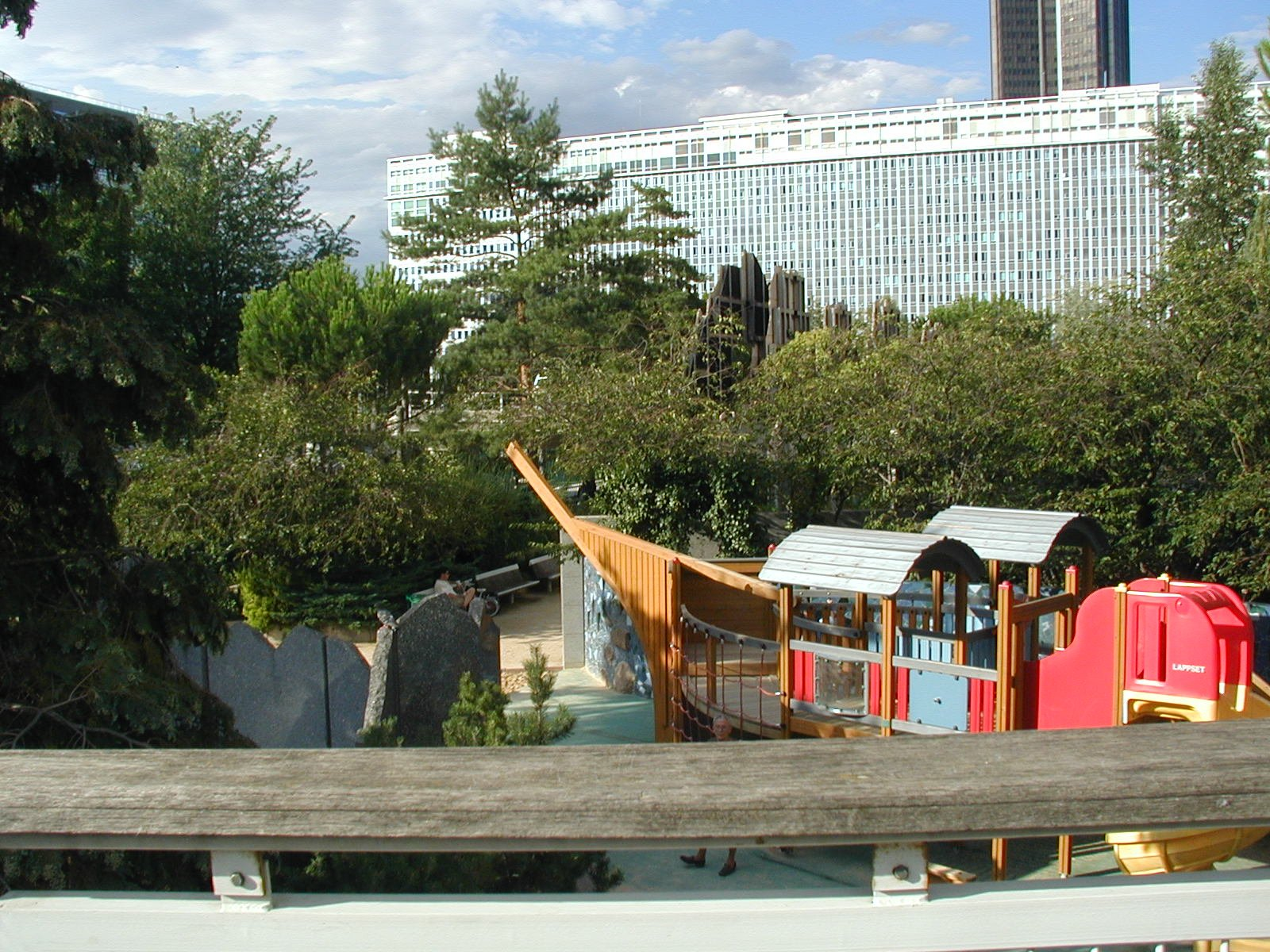
Aire de jeu du jardin Atlantique.
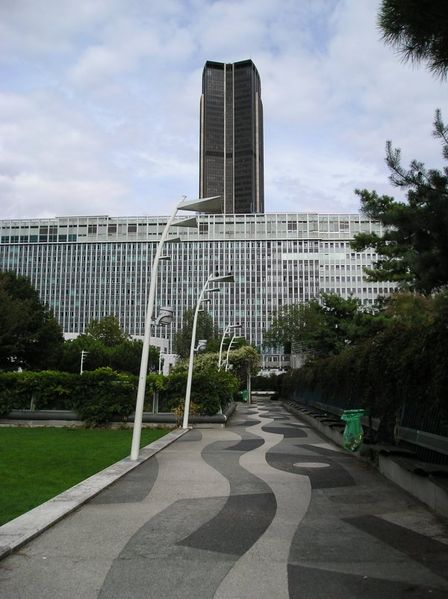
Jardin Atlantique avec la tour Montparnasse.
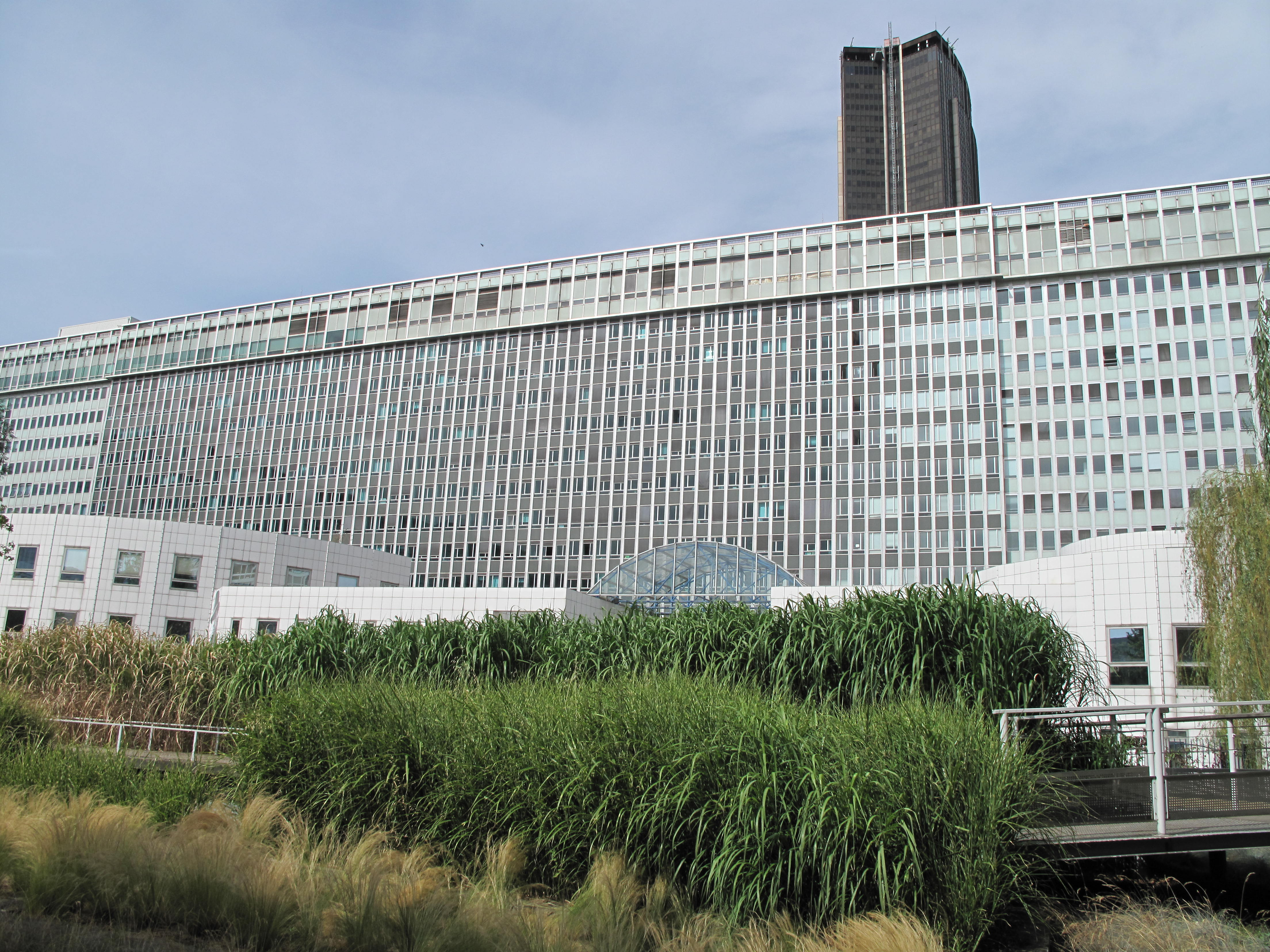
Détail champêtre.
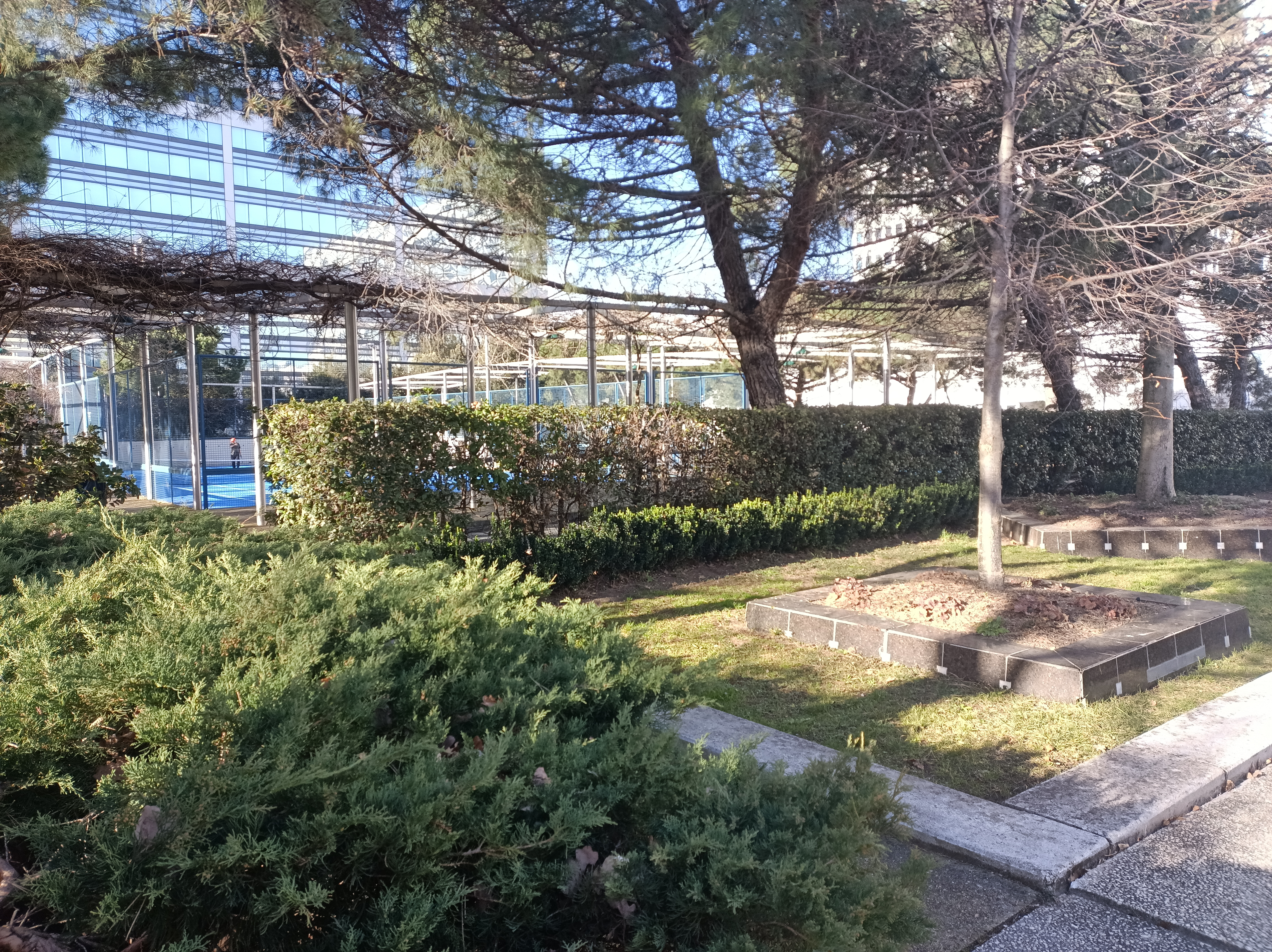
Courts de tennis dans le parc.
Allée centrale du jardin Atlantique.

## Collection botanique
L'aménagement paysager comprend environ 150 arbres, dont la majorité sont des pins évoquant le littoral pour les concepteurs de ce parc (pins parasol, pins sylvestres et pins de l'Himalaya).
La plus grande originalité de ce parc est de présenter en vis-à-vis, de part et d’autre de l’allée centrale, des essences européennes et des essences américaines.
| Essences européennes (à l'ouest)            | Essences américaines (à l'est)                 |
| ------------------------------------------- | ---------------------------------------------- |
| Platane d’Orient (Platanus orientalis)      | Platane d'Amérique (Platanus occidentalis)     |
| Micocoulier de Provence (Celtis australis)  | Micocoulier de Virginie (Celtis occidentalis)  |
| Marronnier d’Inde (Aesculus hippocastanum)  | Marronnier jaune (Aesculus flava)              |
| Tilleul à petites feuilles (Tilia cordata)  | Tilleul d’Amérique (Tilia americana)           |
| Pin sylvestre (Pinus sylvestris)            | Pin blanc (Pinus strobus)                      |
| Chêne pédonculé (Quercus robur)             | Chêne rouge d’Amérique (Quercus rubra)         |
| Frêne à fleurs (Fraxinus ornus)             | Frêne blanc (Fraxinus americana)               |
| Erable sycomore (Acer pseudoplatanus)       | Erable argenté (Acer saccharinum)              |
| Noyer royal (Juglans regia)                 | Noyer noir d’Amérique (Juglans nigra)          |
| Chêne de Hongrie (Quercus frainetto)        | Chêne des marais (Quercus palustris)           |
| Hêtre (Fagus sylvatica)                     | Faux-hêtre austral (Nothofagus antarctica)     |
| Cèdre du Liban (Cedrus libani)              | Séquoia géant (Sequoiadendron giganteum)       |
| Cyprès de Provence (Cupressus sempervirens) | Cyprès de l’Arizona (Cupressus arizonica)      |
| Pin de Bosnie (Pinus heldreichii)           | Pin de Jeffrey de Californie (Pinus jeffreyi)  |
| Frêne élevé (Fraxinus excelsior)            | Frêne de Pennsylvanie (Fraxinus pennsylvanica) |
| Epicéa de Serbie (Picea omorika)            | Epicéa du Colorado (Picea pungens)             |

## Bâtiments remarquables et lieux de mémoire
À l’angle sud-ouest du jardin était situé le moulin à vent d’Anneaux. Il figure sur le plan de la seigneurie de Vanves établi en 1770 et 1784.

### Liens externes

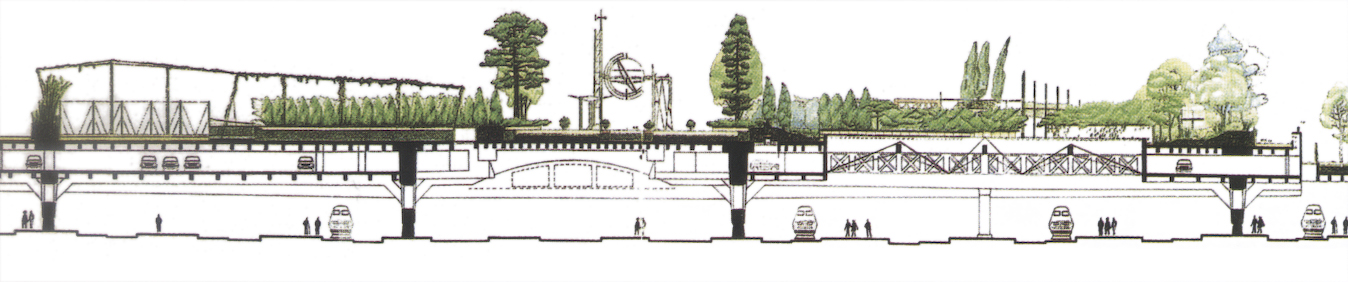
Dessin montrant l'étagement des quais de la gare, du parc de stationnement et du jardin.